# Тюдорська архітектура

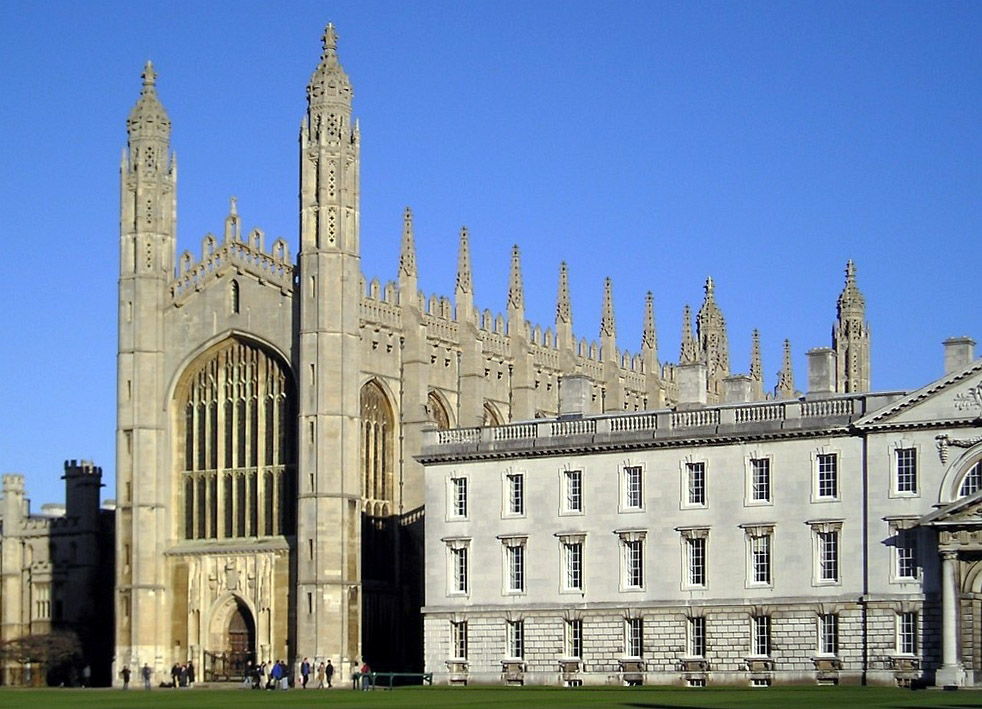
Капела Королівського колледжу в Кембридж, Англія.

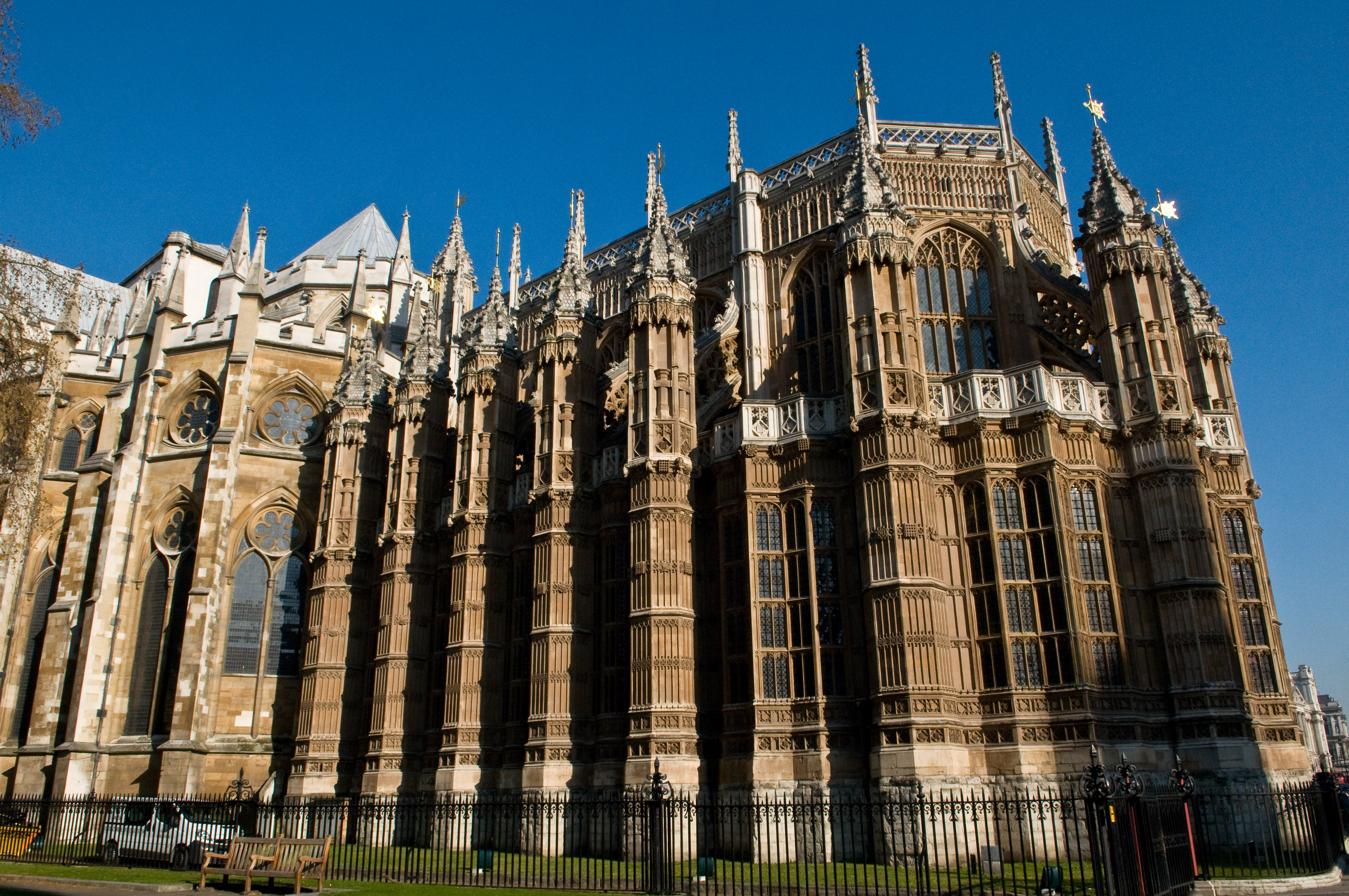
Капела Святого Георга в Віндзорському замку, Віндзор, графство Беркшир, Англія.

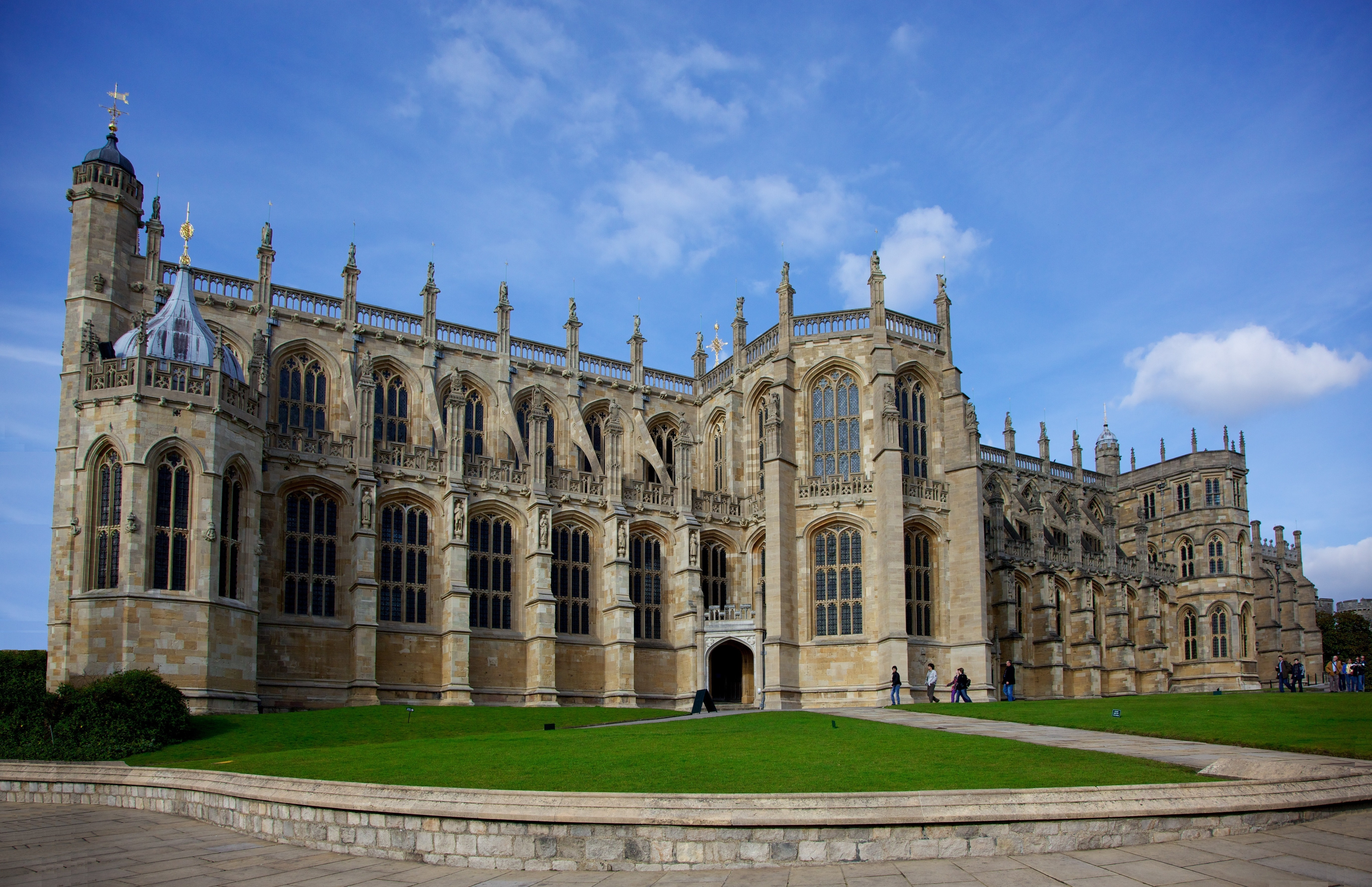
Капела Генріха VII у Вестмінстерському абатстві, Лондон, Англія.

## Загальна характеристика
Стиль пізньої англійської готики, епохи правління англійської королівської династії Тюдорів в 1485–1604 роках.
Особливості стилю поєднують в собі одночасно риси Готики, фламандського та італійського Ренесансу. Майстри епохи залишили за основу середньовічну готичну форму, тоді як приналежність до Ренесансу виявлялася в цих творах у внутрішньому декорі.
У XVI столітті відбувається остаточний перехід до світського будівництва. Це пояснюється відділенням англіканської церкви в самостійну незалежну гілку християнства. Монастирі були закриті або розпущені, церкви передані парафіям, а землі отримало дрібне дворянство. Зразком пізньої англійської готики стала капела короля Генріха VII у Вестмінстерському абатстві, створена у 1502–1512 рр. В Італії це доба Високого Відродження, в Англії — пізня готика. Британія вступила в добу відродження з запізненням, а ідеї доби гуманізму мали обмежений характер. Англійські вельможі також запрошують італійців-майстрів у Англію. Але це не архітектори (як запрошені у Польщу чи в Україну в її складі), а декоратори. Вони і створили декор в вельможних оселях (а не самі споруди) у палаці Хемптон-Корт (Мідлсеск, 1515 р.), в палаці Нонсач (Суррей, з 1538 р. зруйновано).
Англійський тип споруд (високі дахи, декілька димарів, великі вікна і великі еркери на фасадах) виявився досить консервативним і не піддався ордерній архітектурі італійців. Справу нововведень значно погіршило вигнання католиків у другій половині XVI століття. Вторинні риси ордерної архітектури тепер запозичували з протестантських Голландії та Німеччини, де вони теж не головували. Лише в спорудах, де ризикнули відійти від англійських традицій, виникає щось дійсно цілісне — Лонгліт Хаус (Вілтшир, 1567–1575 рр.), симетричний план палацу Воллатон Холл (Ноттімгемпшир, 1580–1588 рр.), палац Монтекют Хаус (Сомерсетшир, 1580–1599 рр.). Але це швидше модні винятки.
Тому переважного значення набуло будівництво житла. У ньому відбулися важливі зміни — найпопулярнішою конструкцією став фахверк, коли дерев'яна тільки конструкція, а проміжки заповнені камінням, цеглою, плетивом з гілок, замазаних глиною. Фахверкові споруди переважали в забудові Півдня та Північного заходу Англії. Їх навчилися тинькувати і білити. Він дозволяв заощадити місце на і так вже перенаселених вузеньких вуличках. В основному ж розквіт будівництва припав на садибні і заміські будинки.

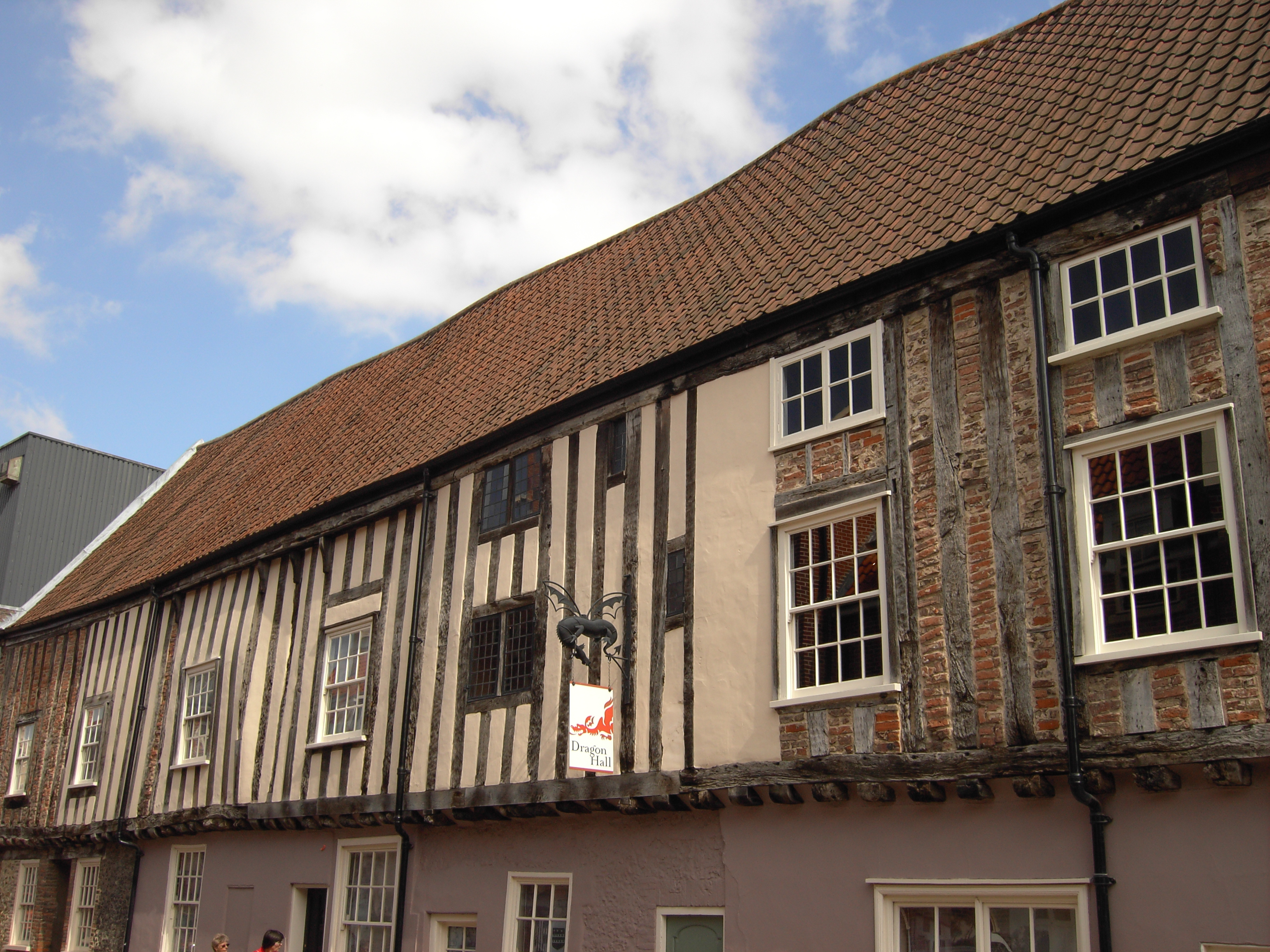
Дракон Холл, середньовічний торговельний заклад, Норфолк.
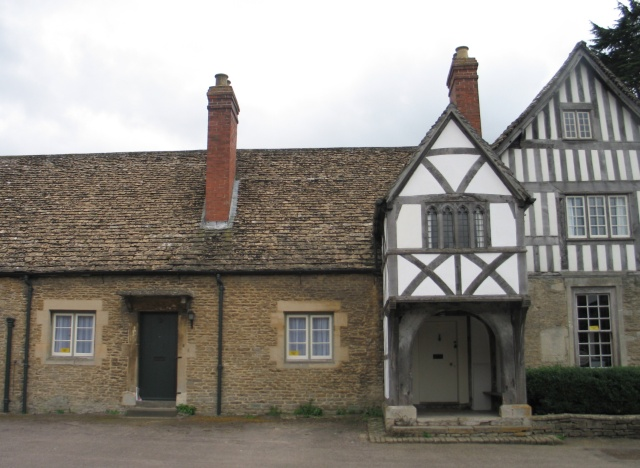
Фахверковий котедж, Лекок.
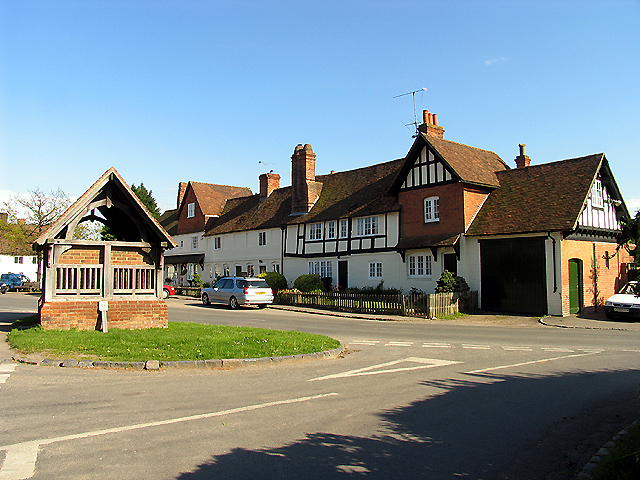
Ятендон, Беркшир.
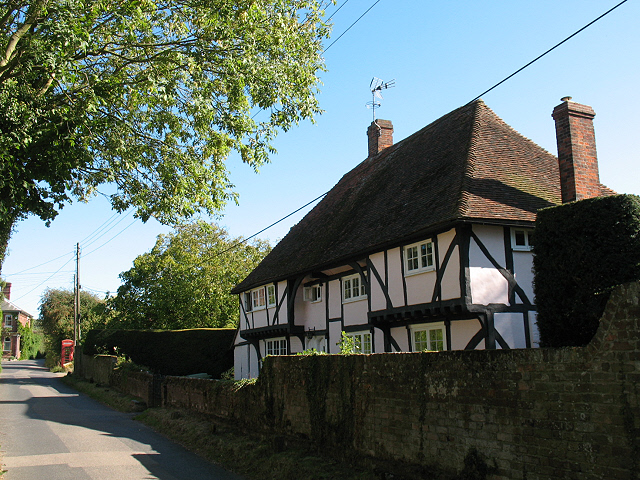
Фахверковий котетдж, Південна Стріт, Лондон.

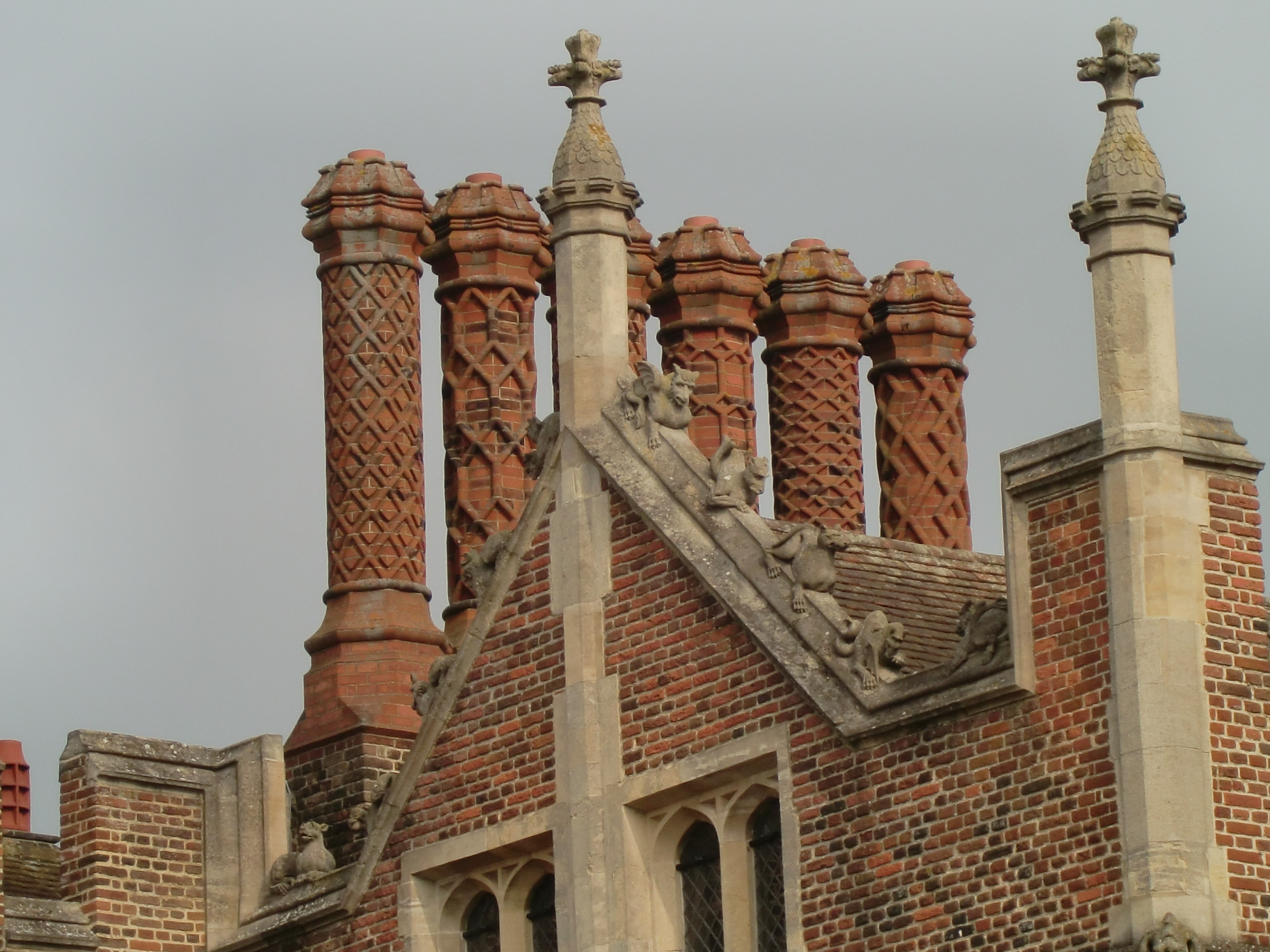
Дахові деталі з димарями. Гемптон Корт, Англія.

Так виникає коттедж, оселя для однієї родини, компактна, відносно дешева, відокремлена від інших. Типи — різноманітні навіть за дахами і криті соломою, плитками шиферу, сланцю, гонтом, черепицею. Розпланування селищ хаотичне, окреме через пожежі. Існував навіть відповідний закон, що забороняв щільну сільську забудову.
В добу реформації і гонінь на протестантів на континенті в Британію прибула чергова хвиля емігрантів з Нідерландів. Емігранти відродили будівництво з червоної цегли. Поширилося використання камінів з димарями. Англійський тип житла доповнився і перетворився на компактне двоповерхове помешкання. Перший поверх займали комори, кухня, вестибюлі, холл, сходи на верх. Житловим був другий поверх. Пізніше цей тип житла розповсюдився і в містах. Характерна деталь помешкань — галерея для прогулянок. Так, садибний будинок Томаса Лейка 16 століття мав дві галереї — закриту і відкриту на другому поверху. Але це маєток родини з добробутом.

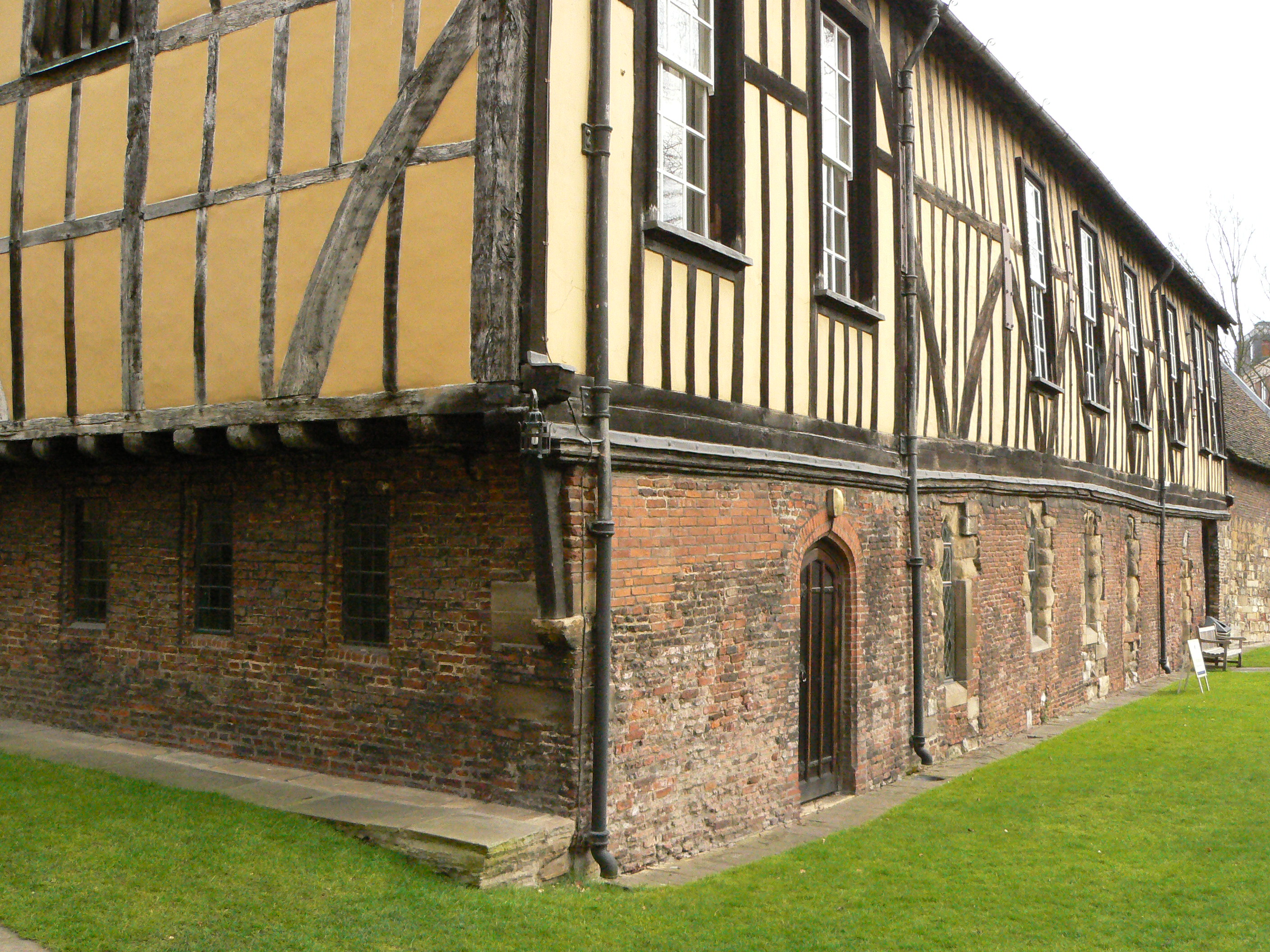
Торговий зал Adventurers, Йорк.
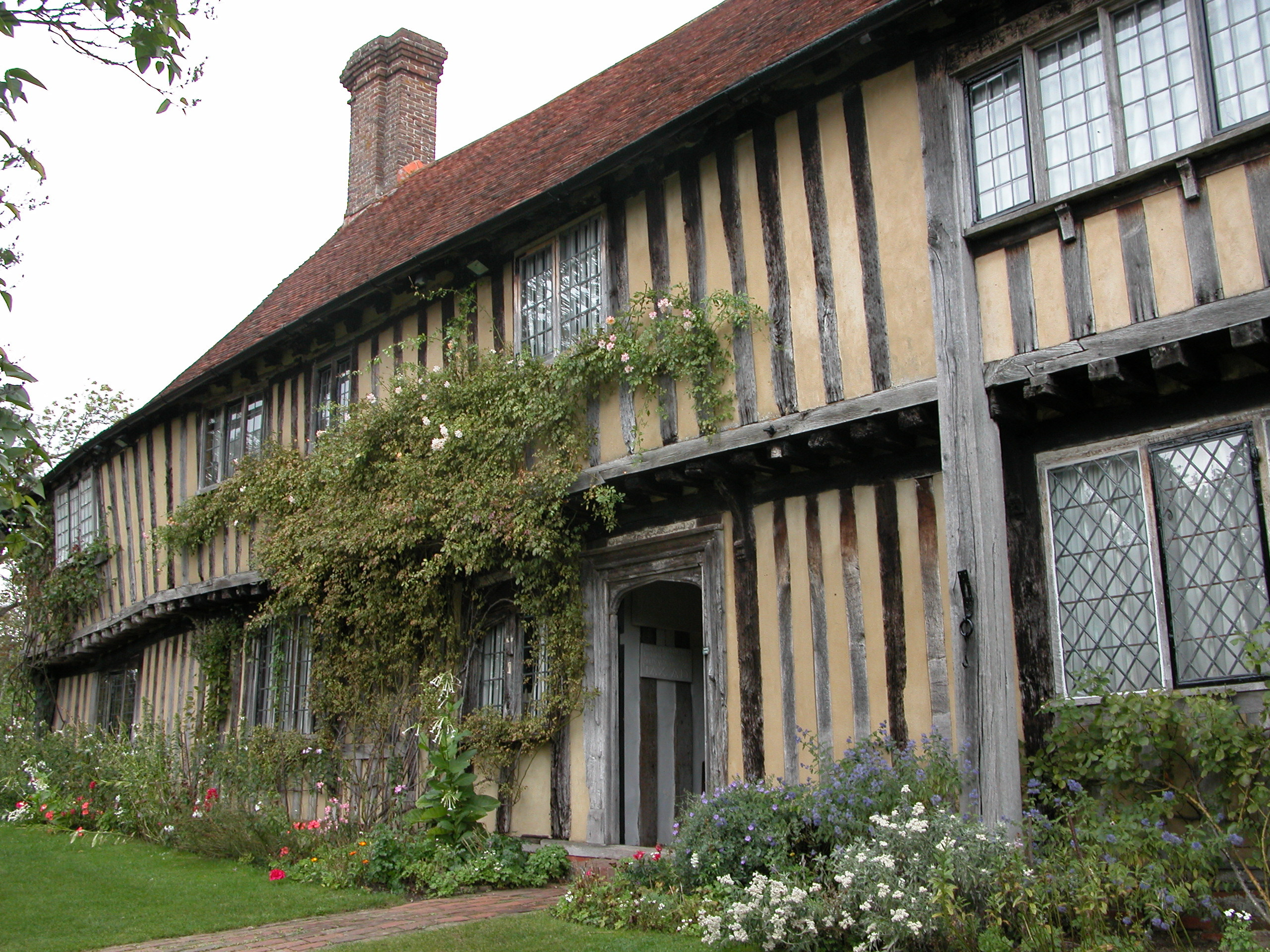
Smallhythe, будинок актриси Еллен Террі.
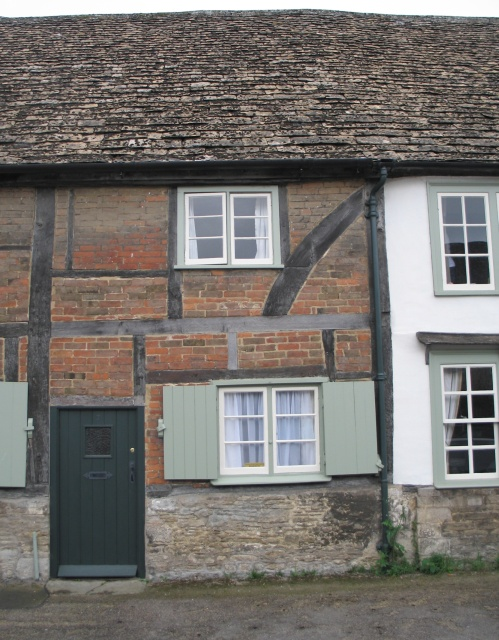
Фахверковий котедж, Лекок.
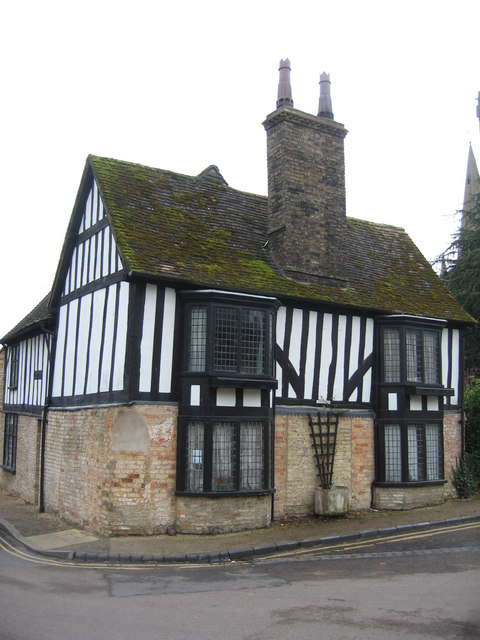
St Mary's котедж.

## Класичні приклади в архітектурі
- Капела Королівського колледжу в Кембриджі, Англія.
- Капела Святого Георга в Віндзорському замку, Віндзор, графство Беркшир, Англія.
- Капела Генріха VII у Вестмінстерському абатстві, Лондон, Англія.
- Гемптон-корт, Ричмонд-на-Темзі, передмістя Лондона, Англія.